# Babesien
Babesien (Babesia) gehören zu den einzelligen Apicomplexa. Sie sind Krankheitserreger und parasitieren in den roten Blutkörperchen von Wirbeltieren. Babesien werden durch verschiedene Arten von Schildzecken übertragen und rufen bei Menschen und Tieren die Babesiose hervor. Sie sind nach ihrem Entdecker Victor Babeș benannt.

## Vermehrungszyklus
Babesien zeigen einen obligaten Wirtswechsel. Die ungeschlechtliche Vermehrungsphase (Merogonie) findet in den Erythrozyten (rote Blutkörperchen) der Wirbeltiere statt, die geschlechtliche Vermehrung (Gamogonie) und daran anschließend mehrere ungeschlechtliche Teilungen (Sporogonie) in der Zecke.
Nach der Übertragung der Sporozoiten über den Speichel der Zecke auf das Wirbeltier dringen diese in die Erythrozyten ein. Hier entwickeln sich diese weiter zu Trophozoiten. Diese teilen sich durch DNA-Replikation zu zweikernigen Entwicklungsstadien und schließlich durch Zellteilung zu Merozoiten (Merogonie). Nach der Zerstörung der Erythrozyten werden die Merozoiten freigesetzt und können dann wiederum in neue, noch nicht befallene Erythrozyten eindringen. Einige Parasitenstadien teilen sich jedoch nicht in den Erythrozyten, sondern bilden sich zu so genannten Gamonten.
Zecken, die an infizierten Tieren saugen, nehmen die Babesien mit den Erythrozyten wieder auf. Im Darmsack der Zecke werden die Babesien aus den Erythrozyten freigesetzt. Im Darm der Zecke vermehren sie sich mit vielfacher Kernteilung und Bildung großer Teilungsformen (Gamonten), die sich zu einkernigen Gameten teilen. Diese Gameten verschmelzen mit einer anderen zur Zygote (Gamogonie). Die Zygoten dringen in die Darmepithelzelle der Zecken ein und entwickeln sich zu beweglichen Kineten, die über die Hämolymphe alle Organe der Zecke befallen, so auch die Speicheldrüsen und Eierstöcke. In den Organen erfolgen weitere ungeschlechtliche Teilungsschritte, durch die die Sporokineten entstehen. In den Speicheldrüsen der Zecke teilen sich diese zu tausenden Sporozoiten, die mit der nächsten Blutmahlzeit auf einen neuen Wirt übertragen werden.

## Systematik
Man unterscheidet nach der Größe „kleine“ (< 3 µm) und „große“ (> 3 µm) Babesien.
| Art                              | Autor                        | Wirt                                                                        | Vorkommen                               |
| -------------------------------- | ---------------------------- | --------------------------------------------------------------------------- | --------------------------------------- |
| Babesia bigemina                 | (Smith & Kilborne 1893)      | Rinder („Texasfieber“), Zebu, Büffel, Rotwild                               | Südeuropa, Amerika, Asien, Afrika       |
| Babesia bovis                    | (Babès 1888)                 | Rind, Zebu, Rotwild, Rehwild                                                | Südeuropa, Amerika, Asien, Afrika       |
| Babesia canis                    | (Piana & Galli-Valerio 1895) | Hunde                                                                       | weltweit (Babesiose des Hundes)         |
| Babesia capreoli                 | Enigk & Friedhoff 1962       | Rehwild                                                                     | ?                                       |
| Babesia divergens                | (M’Fadyean & Stockman 1911)  | Rinder („Mairot“ oder „Weiderot“), Reh-, Dam- und Rotwild, Primaten, Mensch | Europa, Nordafrika                      |
| Babesia duncani                  | (Conrad et al. 2006)         | Mensch                                                                      | Nordamerika                             |
| Babesia equi                     | Laveran 1901                 | Pferde                                                                      | ?                                       |
| Babesia gibsoni                  | (Patton 1910)                | Hund                                                                        | Asien, USA (Babesiose des Hundes)       |
| Babesia jakimovi                 | (Nikolskii et al. 1977)      | Rind                                                                        | Sibirien                                |
| Babesia major                    | (Sergent et al. 1926)        | Rind                                                                        | Europa, Asien                           |
| Babesia microti                  | (França, 1912)               | Mensch                                                                      | USA (Osten und nördlicher Mittelwesten) |
| Babesia motasi                   | (Weynon 1926)                | Schafe, Ziegen                                                              | ?                                       |
| Babesia occultans                | Gray & de Vos 1981           | Rind                                                                        | Südafrika                               |
| Babesia ovis                     | (Babès 1888)                 | Schafe, Ziegen                                                              | ?                                       |
| Babesia ovata                    | Minami & Ishihara 1980       | Rind                                                                        | Ostasien                                |
| Babesia vulpes (Theileria annae) | Baneth et al. 2015           | Fuchs                                                                       | Nordamerika, Südeuropa                  |

Die systematische Stellung von B. microti ist umstritten. Studien zur ribosomalen RNA ordneten die Art der Gattung Theileria zu, neuere genetische Untersuchungen zeigen, dass sie vermutlich weder zu den Gattungen Babesia noch Theileria gehört, sondern einer eigenen Gattung zuzuordnen wären. In der medizinischen Literatur wird jedoch immer noch der Name Babesia microti verwendet.

## Erkrankungen (Babesiosen)
Babesien können durch Zecken, aber auch durch Bluttransfusionen übertragen werden. Die Zerstörung (Platzen) der Erythrozyten führt zu den für die Babesiose charakteristischen Symptomen: Fieber, Anämie (Blutarmut) und Ikterus (Gelbsucht). Als Krankheitssymptom tritt in (per-)akuten Fällen häufig kaffeebraun bis rot gefärbter Harn auf (Hämoglobinurie, nicht Hämaturie).
Die USA führten 2011 eine Meldepflicht für Babesiose ein. Im ersten Jahr wurden 40.795 Fälle gemeldet, 2019 bereits 50.856. Dies wird auf die zunehmende Ausbreitung der Babesien in Richtung Norden als Folge der Klimaerwärmung zurückgeführt. Die Food and Drug Administration verpflichtet die Blutbanken in 14 Staaten und der Hauptstadt zur Testung der Blutkonserven auf Babesia microti. Überträger in den USA ist die Hirschzecke.